# Muncho Lake Park
Muncho Lake Park är en park i Kanada.   Den ligger i provinsen British Columbia, i den centrala delen av landet, 3 600 km väster om huvudstaden Ottawa. Muncho Lake Park ligger 1 464 meter över havet.
Terrängen runt Muncho Lake Park är kuperad åt sydväst, men åt nordost är den bergig. Trakten runt Muncho Lake Park är nära nog obefolkad, med mindre än två invånare per kvadratkilometer.. Det finns inga samhällen i närheten.
I omgivningarna runt Muncho Lake Park växer i huvudsak barrskog.